# Microparsus brasiliensis
Microparsus brasiliensis är en insektsart som först beskrevs av Moreira 1925.  Microparsus brasiliensis ingår i släktet Microparsus och familjen långrörsbladlöss. Inga underarter finns listade i Catalogue of Life.